# Silene indeprensa
Silene indeprensa är en nejlikväxtart som beskrevs av Boris Konstantinovich Schischkin. Silene indeprensa ingår i släktet glimmar, och familjen nejlikväxter. Inga underarter finns listade i Catalogue of Life.